# Párképződés
A párképződés vagy párkeltés az a jelenség, amelynek során az elektromágneses energia anyaggá: elemi részecskévé és antirészecske-párjává (általában egy elektronná és pozitronná) alakul át.
A párképződés ellentétes megfelelője az annihiláció.
A párképződés feltétele, hogy az elektromágneses energia egy konkrét mennyiség: egy foton alakjában legalábbis egyenlő kell hogy legyen két elektron tömegével. Egyetlen elektron "m" tömege 0,511 millió elektronvolt (MeV) "E" energiájának feleltethető meg Einstein E = mc² egyenletének alkalmazásával, tehát két elektron létrehozásához a foton energiája legalább 1,022 MeV kell hogy legyen. Az ezt meghaladó energia a párképződés során az elektron-pozitronpár mozgási energiájává konvertálódik.
A belső párképződés (a gamma-bomlás egy formája) akkor történik, amikor egy instabil atommag legalább 1,022 MeV plusz energiával rendelkezik és közvetlenül kibocsát egy pozitron-elektron párt a saját elektromágneses mezején belül, egy gamma foton előzetes kibocsátása nélkül.